# Черноус (железнодорожный разъезд)
Черноу́с — железнодорожный разъезд в Фалёнском районе Кировской области. 

## География
Находится на расстоянии примерно 12 километров по прямой на запад-северо-запад от районного центра поселка Фалёнки, примыкая к железнодорожной линии Киров-Пермь.

## История
Разъезд известен с 1926 года, когда в нем было учтено 7 дворов и 18 жителей, в 1950 году 8 дворов и 28 жителей, в 1989 году проживало 8 человек . До 2020 года входил в Левановское сельское поселение Фалёнского района, ныне непосредственно в составе Фалёнского района.

## Население
Постоянное население  составляло 6 человек (русские 83%) в 2002 году, 4 в 2010.